# Fronte Unito per la Democrazia contro la Dittatura

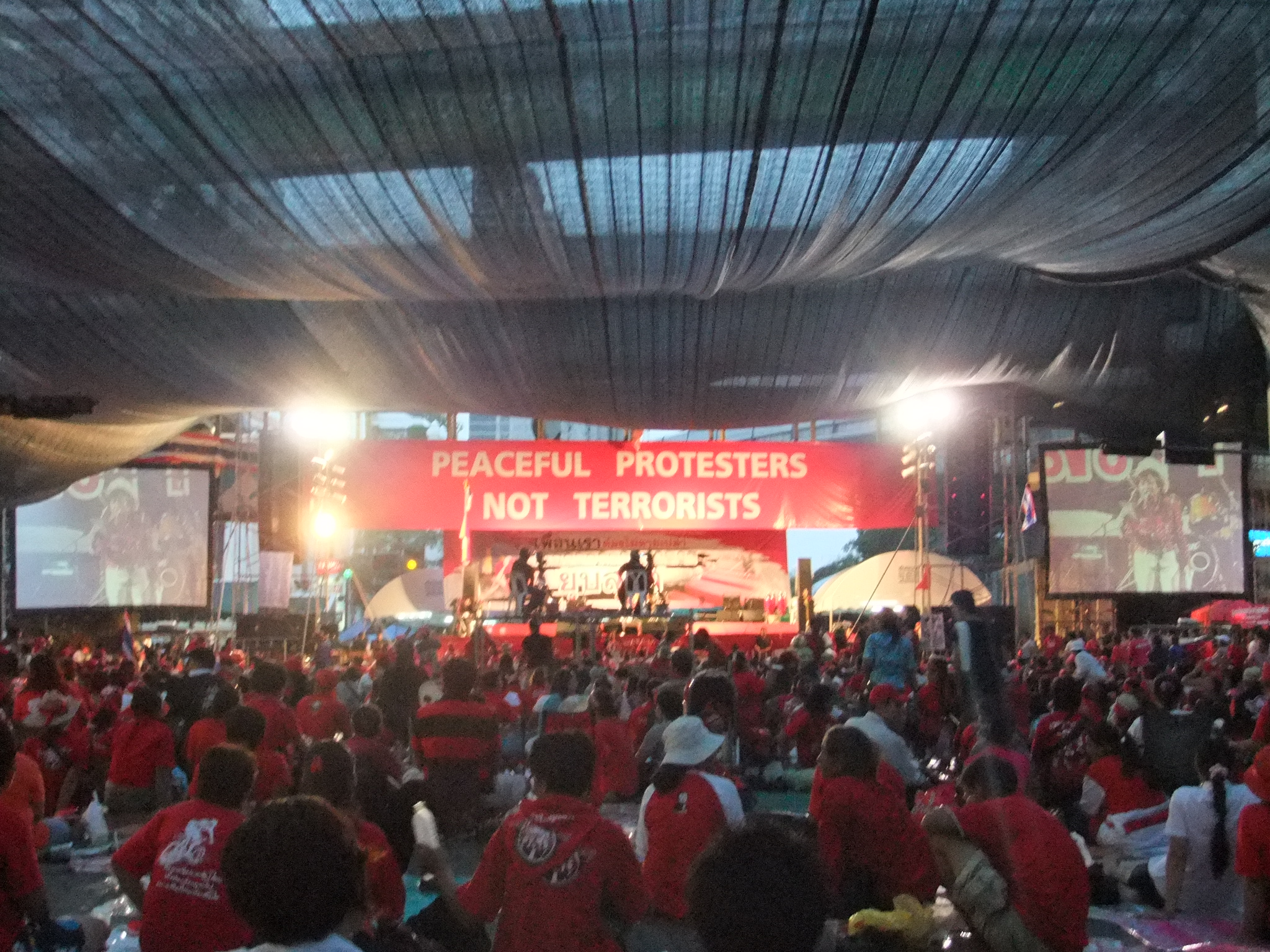
Aprile 2010, assemblea a Bangkok del Fronte Unito per la Democrazia contro la Dittatura

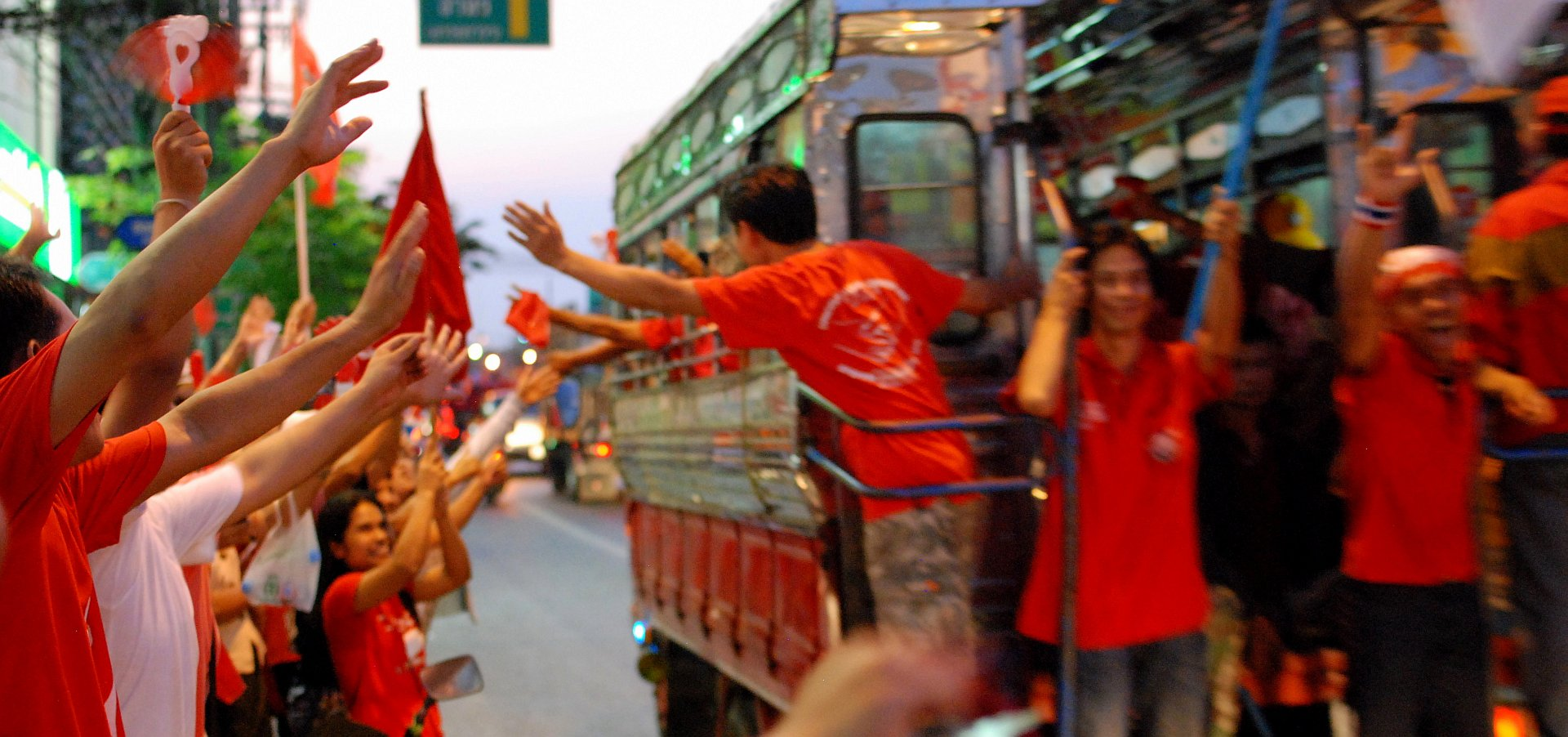
Camicie rosse a Bangkok durante la grave crisi della primavera 2010

Il Fronte Unito per la Democrazia contro la Dittatura (FUDD) (in lingua thai: แนวร่วมประชาธิปไตยต่อต้านเผด็จการแห่งชาติ; นปช, noto anche come Alleanza Nazionale Democratica contro la Dittatura) è un'associazione politica fondata in Thailandia nel 2006. I suoi membri sono conosciuti come Camicie rosse, dall'indumento che indossano durante le manifestazioni, e la base del movimento è composta soprattutto da operai e contadini provenienti dalle aree rurali dell'Isan, nel nord-est del Paese, e della Thailandia del Nord. Si oppongono alle cosiddette Camicie gialle, i cui membri formano l'associazione conservatrice nota come Alleanza Popolare per la Democrazia (APD), e più in generale alle alte gerarchie conservatrici dell'esercito e della ricca borghesia urbana, in particolare quella della capitale Bangkok.

## Fondazione
Il FUDD non si è mai costituito a partito, ma raccoglie le forze che appoggiano i partiti vicini all'ex primo ministro thailandese Thaksin Shinawatra ed altre unitesi alle proteste contro la dittatura che ha governato il Paese nel 2006 e 2007. Il movimento, nato in seguito al colpo di Stato militare del 2006 che costrinse all'esilio Thaksin ed impose la dittatura, organizzò dimostrazioni prima per fissare la data di nuove elezioni e poi per ottenere l'annullamento della nuova Costituzione (stilata dai militari nel 2007). Ben presto cominciarono la rivalità e gli scontri con le camicie gialle dell'Alleanza Popolare per la Democrazia, nata all'inizio del 2006 per porre fine al governo di Thaksin, accusato di conflitto di interessi e di "svendere il Paese" per il proprio tornaconto.
In antitesi a quanto sostengono i conservatori, vari sono i motivi del grande seguito creatosi dietro alla figura del controverso leader. Il populismo di Thaksin ebbe grande successo ad esempio con l'introduzione di un ticket unico di 30 baht per le visite mediche ospedaliere e la concessione di microcrediti a chi non aveva accesso ad alcun tipo di prestito, in particolare ai contadini del nord-est. Questa regione è diventata un grande serbatotio di voti per l'ex premier e la zona dove si sono maggiormente diffuse le camicie rosse, che secondo i conservatori sono finanziate da Thaksin.

## Appoggio al governo dopo le elezioni del 2007
Dopo il trionfo della fazione pro-Thaksin alle elezioni del dicembre 2007, le camicie rosse sostennero il governo formato nel gennaio 2008 da Samak Sundaravej del Partito del Potere Popolare (PPP). Era questo partito alleato dell'esiliato Thaksin, che tornò brevemente in Thailandia per poi riprendere definitivamente la via dell'esilio, evitando così la cattura dopo che era stato riconosciuto colpevole di conflitto di interessi. Anche il nuovo esecutivo fu perseguitato dai conservatori e dall'élite di Bangkok, Sundaravej fu destituito in settembre per aver partecipato a un programma televisivo dietro compenso e a capo del governo fu nominato Somchai Wongsawat, cognato di Thaksin. La nuova compagine governativa fu smantellata in dicembre, dopo che la Corte Costituzionale aveva riconosciuto il PPP colpevole di brogli elettorali durante il voto del precedente dicembre. Il verdetto stabiliva la dissoluzione del partito e proibiva ai suoi capi di partecipare alla vita politica della Thailandia per cinque anni.
Tale verdetto giunse dopo settimane di clamorose proteste delle camicie gialle, culminate con le clamorose occupazioni e chiusure del palazzo del Parlamento e dell'aeroporto Suvarnabhumi, il principale scalo della capitale. Nello stesso periodo, il Fronte Unito organizzò alcune contro-manifestazioni a sostegno del governo.

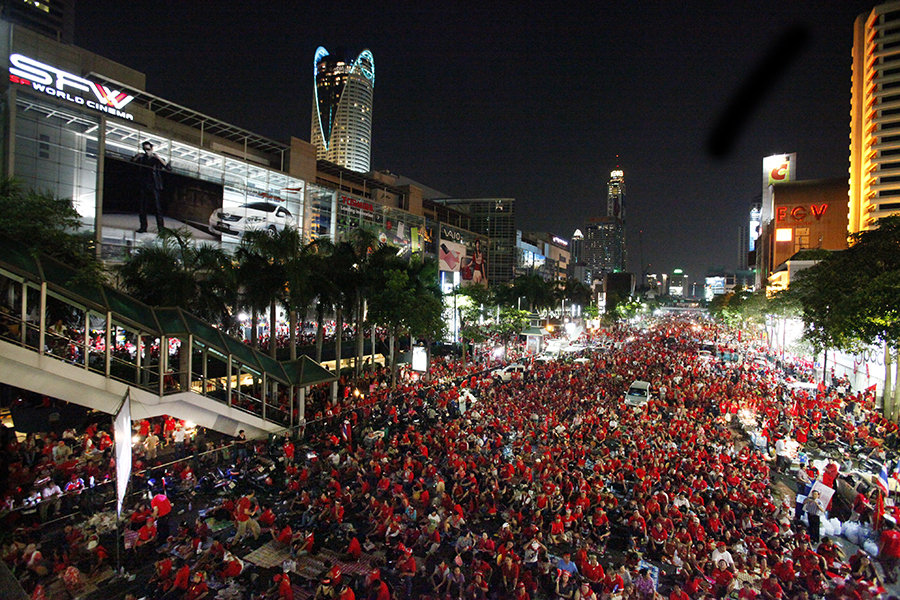
Grande dimostrazione per le vie di Bangkok nell'aprile del 2010

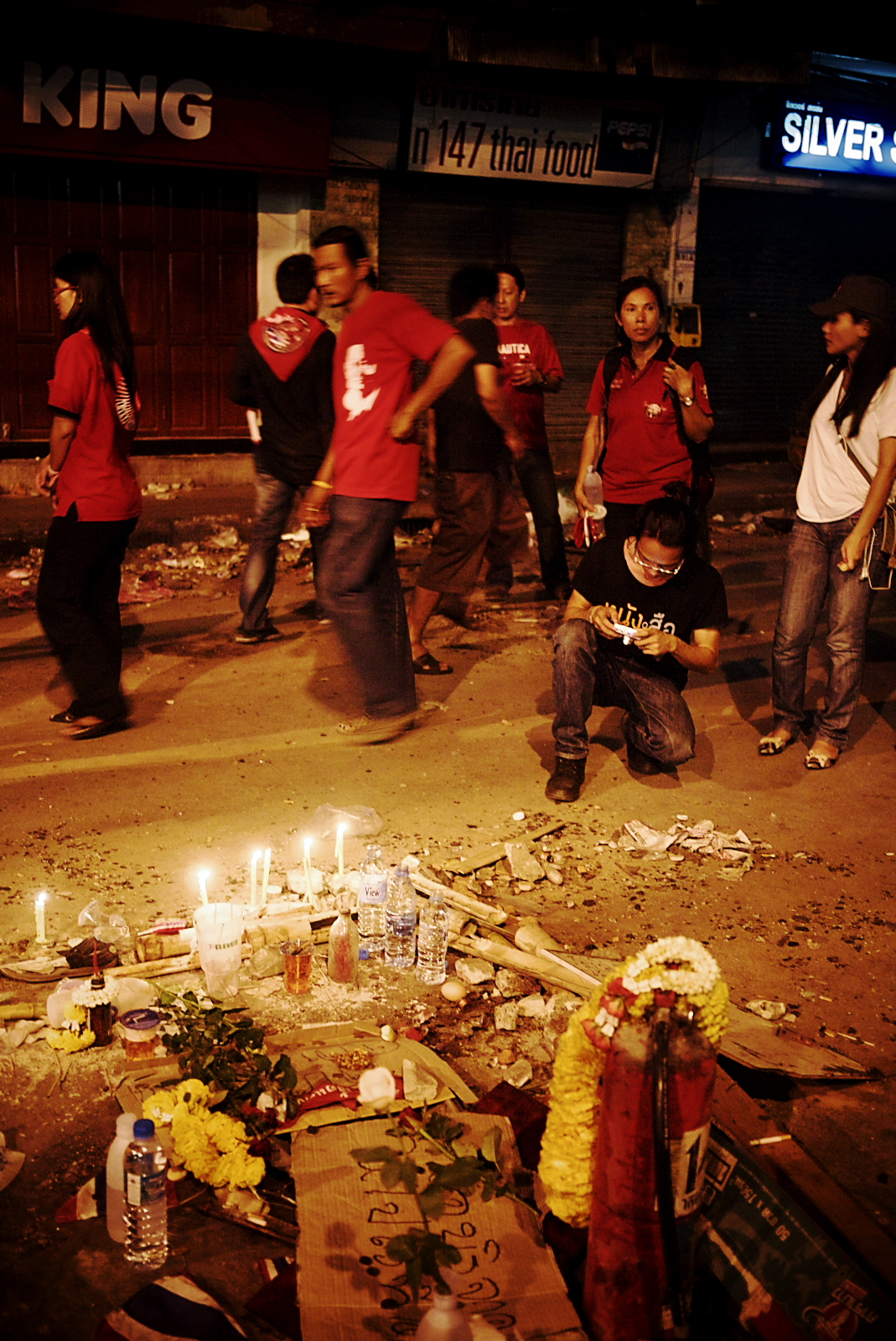
11 aprile 2010, candele accese in ricordo delle camicie rosse cadute il giorno precedente

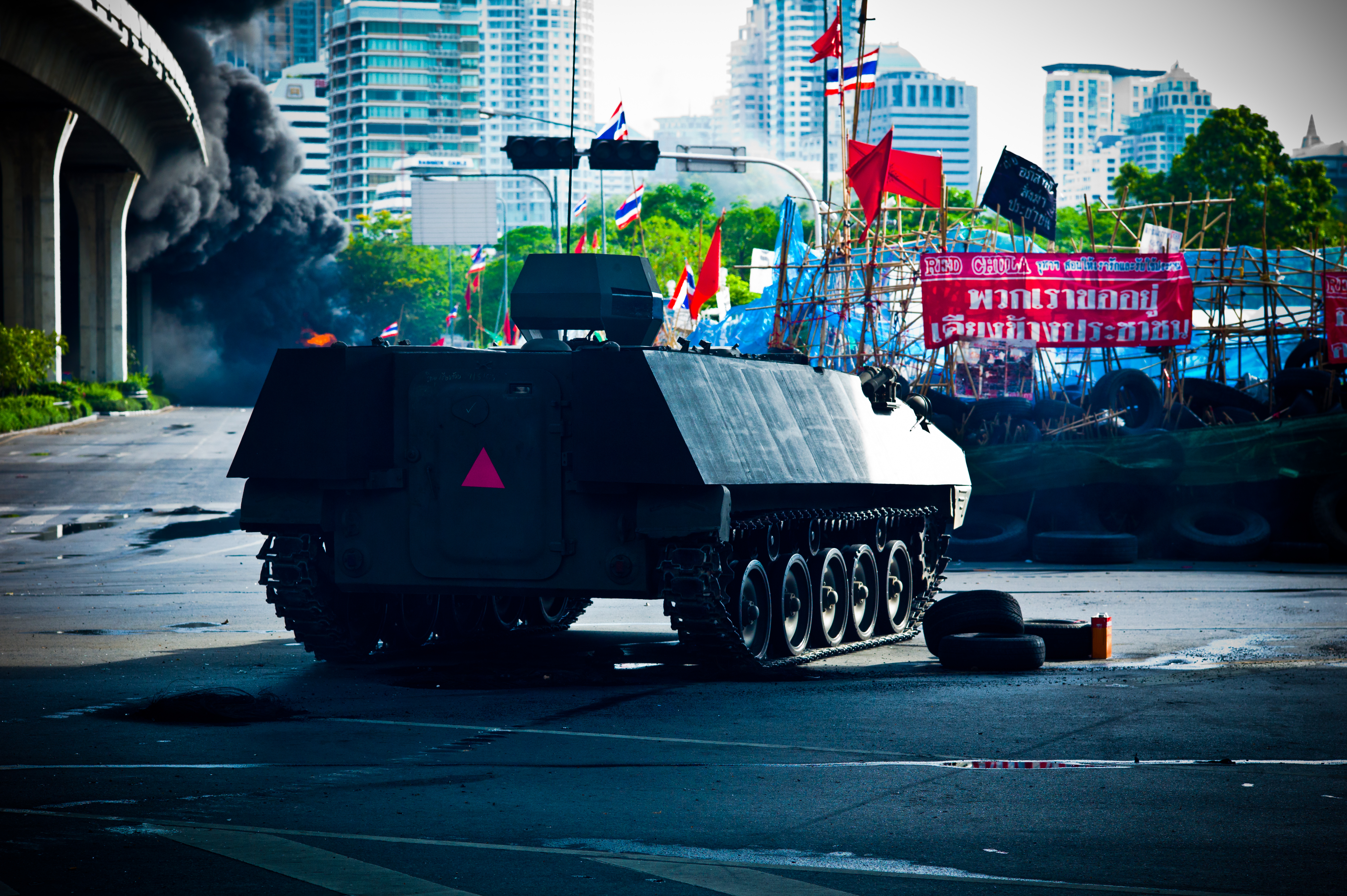
19 maggio 2010, un mezzo blindato si prepara ad attaccare le barricate innalzate dalle camicie rosse nella capitale

## Manifestazioni anti-governative dopo la dissoluzione della coalizione pro-Thaksin
Nel 2009 ripresero quindi le dimostrazioni delle camicie rosse, questa volta contro il governo di Abhisit Vejjajiva, accusato di aver abusivamente preso il potere senza elezioni grazie all'aiuto dell'esercito e della magistratura. L'ex primo ministro e capo del Consiglio Privato del re, il generale Prem Tinsulanonda, fu ritenuto responsabile del colpo di Stato del 2006 e di aver manipolato le vicende che portarono alla dissoluzione del PPP; oltre 100.000 camicie rosse ne chiesero le dimissioni nell'aprile del 2009. Il vecchio generale fu accusato anche di favorire il supporto dell'esercito al governo di Abhisit, definito illegittimo dalle camicie rosse. L'attacco al consigliere del re fu uno degli episodi che spinse i conservatori a definire i membri delle camicie rosse anti-monarchici, un reato grave in Thailandia, dove le pene contro chi si macchia di lesa maestà sono particolarmente severe.
Le imponenti manifestazioni con cui le camicie rosse chiesero nuove elezioni si susseguirono; sempre in aprile fu bloccata Pattaya, dove si doveva tenere un summit dell'ASEAN, l'organismo che riunisce le nazioni del sud-est asiatico. Il summit fu rinviato e negli scontri 2 manifestanti persero la vita. Le dimostrazioni proseguirono malgrado i provvedimenti restrittivi presi dal governo, tra cui nell'agosto del 2009 l'istituzione del Centro dell'Amministrazione della Pace e dell'Ordine, con cui il governo intese porre un freno alle proteste delle camicie rosse e all'emergenza economica derivata dalle perdite dei mercati finanziari e dal calo del turismo.
Dopo un breve periodo di relativa pace, le dimostrazioni del Fronte Unito ripresero nel marzo del 2010 con rinnovata intensità e portarono ai sanguinosi scontri della primavera del 2010, nei quali persero la vita molte camicie rosse e molti militari nell'arco di due mesi. Particolarmente gravi furono gli scontri del 10 aprile 2010, durante i quali morirono 19 civili, 5 militari e un reporter giapponese della Reuters, Hiro Muramoto. La repressione dell'esercito non dissuase le camicie rosse che continuarono l'agitazione. In maggio, nuovi scontri provocarono la morte dello stratega militare delle camicie rosse, l'ex maggiore generale dell'esercito thai Khattiya Sawasdipol, chiamato il Comandante Rosso,
La morte di Sawasdipol acuì la tensione. Pochi giorni dopo, l'incursione dell'esercito nella zona occupata dai manifestanti a Bangkok si concluse con la morte di 5 persone, tra cui il giornalista italiano Fabio Polenghi. In quegli stessi giorni, i dimostranti occuparono e diedero alle fiamme diversi edifici legati al potere nella capitale. I disordini si estesero anche a diverse città del nord e del nord-est, dove furono assaltati diversi palazzi governativi, costringendo il governo ad estendere il coprifuoco ad altre 24 città. Altre camicie rosse trovarono la morte in quei giorni intrappolate in un wat dato alle fiamme a Bangkok. Il bilancio finale degli scontri della primavera del 2010 fu di 90 morti e 2.000 feriti.

## Appoggio al governo di Yingluck Shinawatra
Gli scontri si placarono e nei mesi successivi le camicie rosse si riorganizzarono. A settembre del 2010, diverse migliaia dei suoi membri si ritrovarono a Bangkok in occasione del quarto anniversario del colpo di Stato che estromise Thaksin dal potere. In maggio furono fissate le nuove elezioni che si tennero nel luglio 2011, e videro la schiacciante vittoria di Yingluck Shinawatra, sorella di Thaksin, al cui governo di coalizione le camicie rosse garantirono il proprio sostegno. L'opposizione dei conservatori fu aspra negli anni successivi, e culminò nelle manifestazioni di Bangkok di fine 2013-inizio 2014, che riacutizzarono la lunga crisi politica della Thailandia iniziata con il colpo di Stato del 2006. Tali manifestazioni paralizzarono per lungo tempo buona parte della capitale e determinarono la caduta dell'esecutivo di Yingluck, che continuò a governare ad interim in attesa di nuove elezioni.
Le prolungate proteste dei conservatori non furono ostacolate dalle camicie rosse, che tennero dimostrazioni in quel periodo a Bangkok ed evitarono così uno spargimento di sangue. I rischi che tali proteste potessero avere successo e che un nuovo caso giudiziario aperto dalla magistratura thailandese incriminasse il primo ministro Yingluck, indusse le camicie rosse a svolgere una grande manifestazione nei pressi della capitale nell'aprile del 2014. Il leader dell'organizzazione affermò nell'occasione l'intenzione di difendere a oltranza il governo di Yingluck in attesa delle elezioni, minacciando di intraprendere a malincuore una guerra civile se si fosse verificato un nuovo colpo di Stato.
Dopo alcuni mesi di dure proteste anti-governative, che chiedevano le dimissioni del primo ministro perché rappresentava gli interessi del deposto fratello, nel maggio del 2014 Yingluck fu destituita dalla Corte Costituzionale. L'accusa fu "abuso del potere politico a fini personali", per aver rimosso dall'incarico nel 2011 l'ex capo del Consiglio di sicurezza nazionale e averlo sostituito con un proprio parente. Con tale sentenza furono destituiti anche tutti gli altri ministri che erano in carica quando successe il fatto. La caduta del governo diffuse il timore di ritorsioni da parte delle camicie rosse.

## Colpo di Stato del 2014 e repressione militare
Con l'acutizzarsi della tensione, il 20 maggio 2014 l'esercito ha dichiarato una legge marziale con l'intento di trovare una soluzione alla crisi. Il provvedimento è stato l'anticamera del colpo di Stato che i militari thailandesi hanno effettuato il successivo 22 maggio. La costituzione è stata soppressa, il governo ad interim è stato sciolto, è entrato in vigore il coprifuoco sul territorio nazionale dalle 22 alle 5 e i dimostranti di entrambi gli schieramenti sono stati invitati a disperdersi. Il potere è passato al Consiglio nazionale per la pace e per l'ordine, la giunta militare capeggiata dal Comandante in capo del Reale Esercito Thailandese, il generale Prayuth Chan-ocha, nominato primo ministro ad interim.
L'intervento militare è avvenuto dopo che, a partire dall'inizio delle proteste in novembre, 28 persone avevano perso la vita e 700 erano state ferite in scontri e attentati collegati alle proteste. Si tratta del 19º tentativo di colpo di Stato nel Paese dopo l'istituzione della monarchia costituzionale nel 1932. La mattina del 23 maggio, Yingluck è stata tratta in arresto assieme a dei familiari dai militari, che l'avevano convocata per notificarle il divieto di lasciare il Paese.
Oltre ai membri della famiglia del primo ministro, nella stessa giornata sono stati arrestati diversi rappresentanti del Partito Pheu Thai e delle camicie rosse. Tra i primi provvedimenti presi dalla giunta militare, sono stati vietati gli assembramenti di più di 5 persone. L'imponente spiegamento militare che ha accompagnato tali provvedimenti ha reso impossibile organizzare un movimento di resistenza al golpe. Le prime manifestazioni anti-golpiste, a cui hanno partecipato le camicie rosse, sono state disperse con facilità e nel giro di alcuni giorni si sono praticamente azzerate. Gli arresti delle camicie rosse e dei membri del Partito Pheu Thai sono inoltre continuati nei mesi successivi, spesso senza fornire informazioni sulla sorte degli arrestati e trattenendoli oltre i termini previsti dalla legge marziale, in palese contrasto con le convenzioni internazionali sui diritti umani.